# IC 4342
IC 4342 — компактная спиральная галактика типа Sс в созвездии Гончие Псы. Поверхностная яркость — 12,9 mag/arcmin². Этот объект входит в число перечисленных в оригинальной редакции «Нового общего каталога».